# Colón Centro y Noroeste

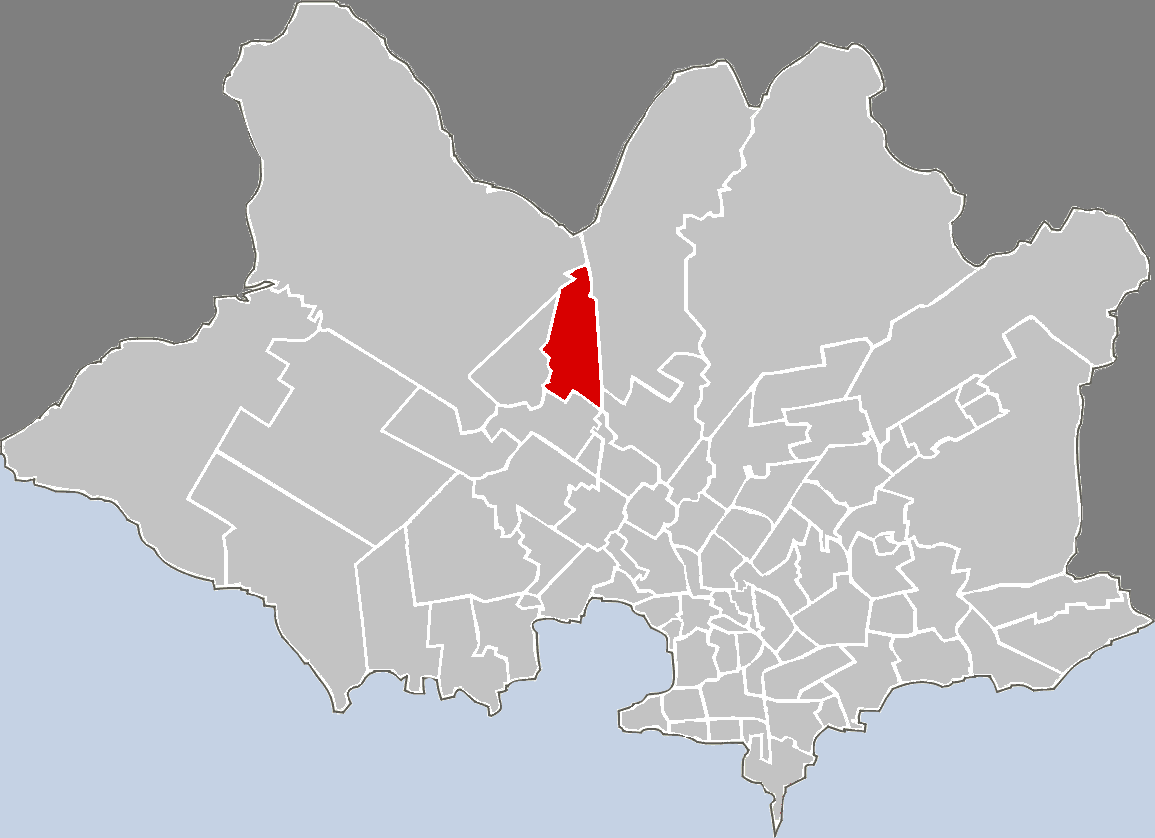
Lage von Colón Centro y Noroeste innerhalb des Stadtgebietes von Montevideo

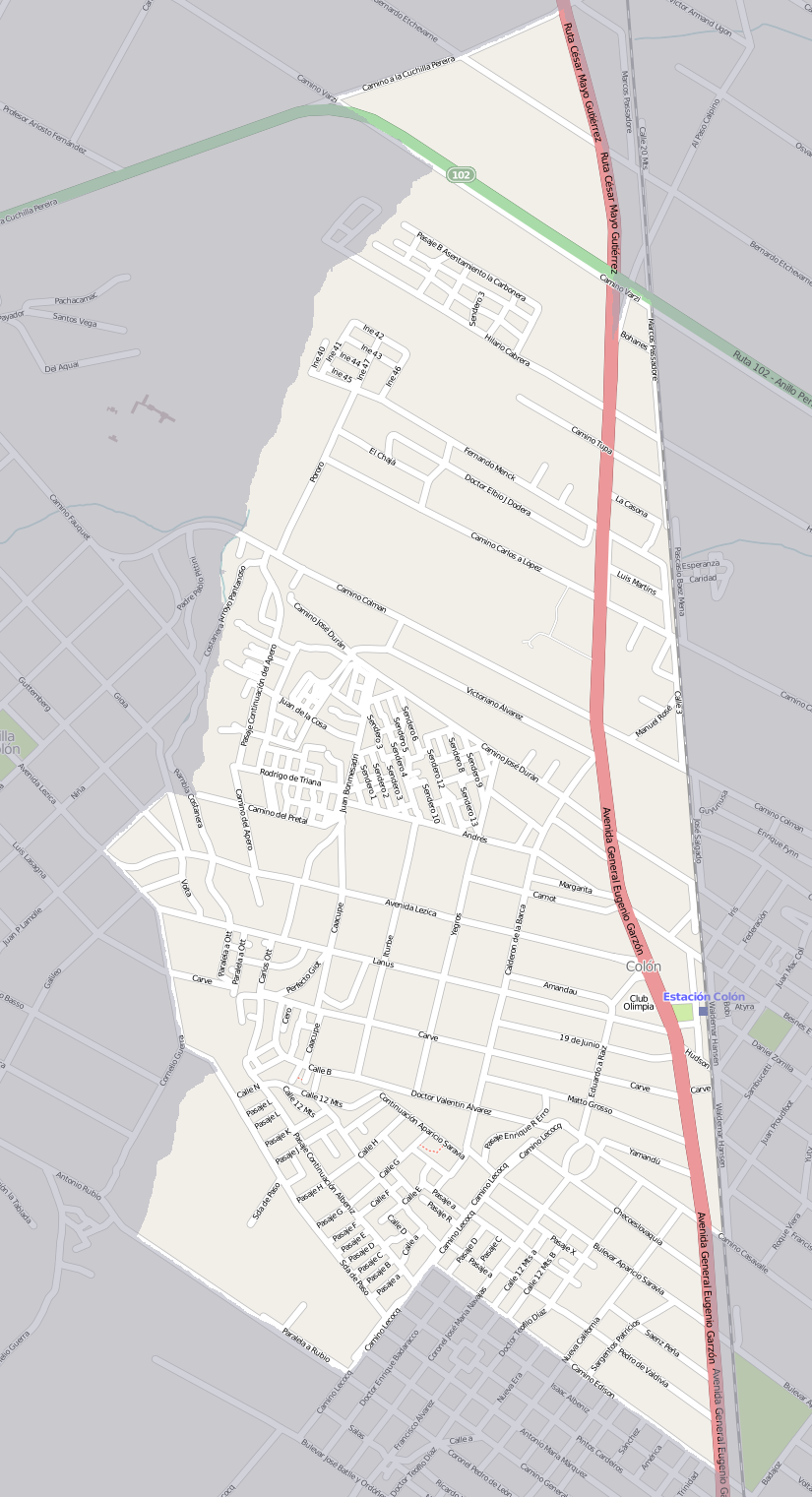
Plan von Colón Centro y Noroeste

Colón Centro y Noroeste ist ein Stadtviertel (Barrio) der uruguayischen Hauptstadt Montevideo.

## Lage
Das Barrio Colón Centro y Noroeste liegt im zentralen Norden des Departamentos Montevideo. Es grenzt nach Angaben des Instituto Nacional de Estadística (INE) im Norden bzw. Osten an das Barrio Colón Sureste - Abayubá, im Südosten an Peñarol - Lavalleja, im Süden an Sayago und Conciliación sowie im Westen bzw. Norden an Lezica - Melilla. Es gehört dem Municipio G an.